# Peltenuiala
Peltenuiala är ett släkte av kvalster. Peltenuiala ingår i familjen Tenuialidae.
Kladogram enligt Catalogue of Life:
| Peltenuiala | \| \| Peltenuiala orbiculata \| \| \| \| \| \| Peltenuiala pacifica \| \| \| \| |
|             | \| \| Peltenuiala orbiculata \| \| \| \| \| \| Peltenuiala pacifica \| \| \| \| |
|             | Ceratotenuiala                                                                  |
|             |                                                                                 |
|             | Hafenferrefia                                                                   |
|             |                                                                                 |
|             | Hafenrefferia                                                                   |
|             |                                                                                 |
|             | Tenuiala                                                                        |
|             |                                                                                 |
|             | Tenuialoides                                                                    |
|             |                                                                                 |
|             | Peltenuiala orbiculata                                                          |
|             |                                                                                 |
|             | Peltenuiala pacifica                                                            |
|             |                                                                                 |

|  | Peltenuiala orbiculata |
|  |                        |
|  | Peltenuiala pacifica   |
|  |                        |